# Стрельба из арбалета (вид спорта)
Арбалетный спорт — один из видов спортивной стрельбы  при котором производятся выстрелы из арбалета на точность.

## История

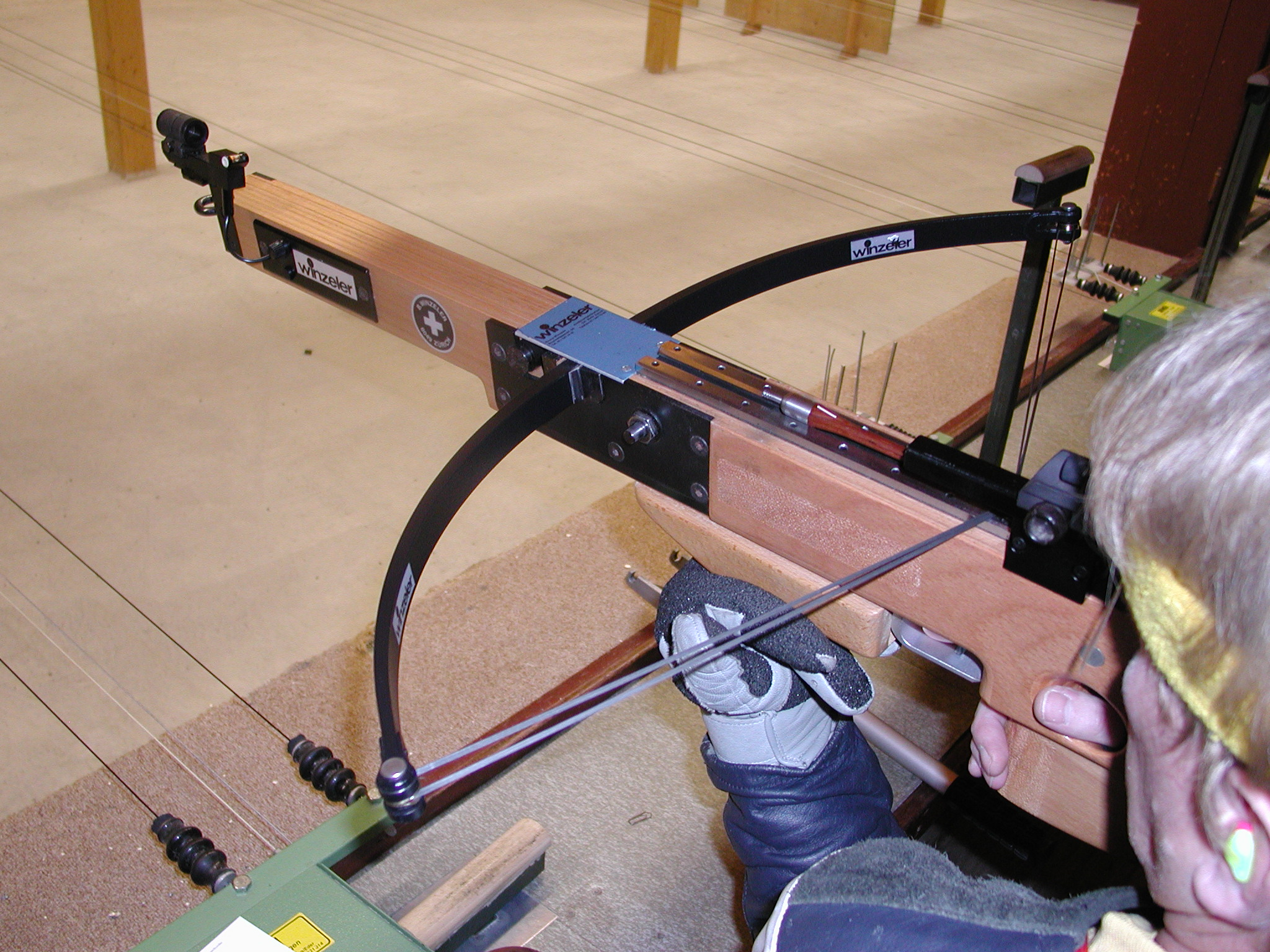
Современный спортивный матчевый арбалет

Соревнования по стрельбе из арбалета проводятся в двух дивизионах: полевой арбалет и матчевый арбалет. Мировые первенства проводятся начиная с 1979 года Международным Арбалетным Союзом. В период между Чемпионатами мира проходят Чемпионаты и Кубки континентов отдельно для каждой дисциплины.
Международный союз (IAU) включает в себя 54 национальные ассоциации. С 1994 года членом этой организации стал и Российский арбалетный союз (РАС), который был создан 27 марта 1993 года. Российский арбалетный союз представляет собой общественное объединение, которое занимается организацией арбалетного спорта в России.
Полевой арбалет (англ. Field crossbow division) получил признание в качестве отдельной дисциплины в 1979 году. Правила соревнований, проводимых по полевому арбалету, схожи с правилами стрельбы из лука. Название объясняется традицией проведения таких соревнований в открытом поле.
Стрельба производится в положении «стоя», каждый участник производит по 30 выстрелов с дистанции в 65, 50 и 35 метров по десятидольной мишени, диаметр которой составляет 60 см. Начиная с 1998 года, международные соревнования по полевому арбалету проводятся и в закрытых помещениях. Основным упражнением в данном виде спорта считается стрельба по пятицветной мишени, диаметр которой равняется 25 см. Выстрелы производятся с расстояния 18 метров.
Матчевый арбалет. На сегодняшний день матчевый арбалет является основной дисциплиной и соревнования по этому виду арбалетного спорта с 1956 года имеют статус международных. В 1958 году состоялся первый чемпионат Европы по матчевому арбалету, который проходил в Бельгии.
Матчевый арбалет возник на основе традиционного швейцарского арбалета. Следует отметить, что уже в XVII веке существовали специальные спортивные арбалеты, которые предназначались для соревнований по стрельбе.
Конструкция матчевого арбалета отличается типом применяемого снаряда и имеющимся механизмом взведения. Кроме того, свои особенности имеют и условия его использования для стрельбы на различные дистанции (от 5 до 30 метров). Стрельба происходит в положениях «с колена» и «стоя» . В матчевом арбалете используются десятизонные мишени, выполненные в черно-белом цвете.
Соревнования по матчевому арбалету, по правилам Международного Арбалетного Союза (IAU), проводятся либо в тире, либо в специально оборудованном для таких целей полигоне. Взводный механизм арбалета, имеющий обычно вид двухзвенного рычага, должен быть либо закреплен на корпусе арбалета, либо устанавливается только для взведения, после чего должен сниматься перед заряжением.

## Арбалетный спорт в России
Общественной организацией, занимающейся развитием арбалетного спорта в России является Российский арбалетный союз. Союз создан в 1993 году и объединяет спортивные организации 43 субъектов Российской Федерации. Союз входит в состав Международного арбалетного союза.